# Brović
Brović (cyr. Бровић) – wieś w Serbii, w mieście Belgrad, w gminie miejskiej Obrenovac. W 2011 roku liczyła 735 mieszkańców.